# Crosse aux Jeux olympiques de 1904
Navigation
Édition suivante
Une compétition de crosse s'est déroulée dans le cadre des Jeux olympiques de 1904 à Saint-Louis aux États-Unis. Il s'agit de la première apparition de ce sport aux Jeux olympiques. Seules trois équipes ont concouru, deux du Canada (la Shamrock Lacrosse Team et les Mohawk Indians) et une des États-Unis (la St. Louis Amateur Athletic Association). Une deuxième équipe américaine (les Brooklyn Crescents) devait participer au tournoi et affronter les Shamrock Rovers en demi-finale, mais est disqualifiée pour être arrivée en retard.

## Médaillés
| Épreuves | Or | Argent | Bronze |
| -------- | --- | --- | --- |
| Hommes   | Canada Shamrock Lacrosse Team Eli Blanchard William Brennaugh George Bretz William Burns George Cattanach George Cloutier Sandy Cowan Jack Flett Benjamin Jamieson Stuart Laidlaw Hilliard Lyle Lawrence Pentland | États-Unis St. Louis Amateur Athletic Association J. W. Dowling W. R. Gibson Patrick Grogan Tom Hunter Albert Lehman W. A. Murphy William Partridge George Passmore William T. Passmore W. J. Ross Jack Sullivan A. H. Venn A. M. Woods | Canada Mohawk Indians Black Hawk Black Eagle Almighty Voice Flat Iron Spotted Tail Half Moon Lightfoot Snake Eater Red Jacket Night Hawk Man Afraid Soap Rain in Face |

## Tableau des médailles
| Position | Pays       | Or | Argent | Bronze | Total |
| 1        | Canada     | 1  | 0      | 1      | 2     |
| 2        | États-Unis | 0  | 1      | 0      | 1     |